# 隆德尔圣母村
隆德尔圣母村（法語：Notre-Dame-de-Londres，法語發音：[nɔtʁə dam də lɔ̃dʁ]）是法国埃罗省的一个市镇，属于洛代沃区。

## 地理
隆德尔圣母村（43°49'36"N, 3°46'37"E）面积28.15 平方千米，位于法国奧克西塔尼大區埃罗省，该省份为法国南部沿海省份，南濒地中海，西南接奥德省，西北接塔恩省和阿韦龙省，东北与加尔省接壤。
与隆德尔圣母村接壤的市镇（或旧市镇、城区）包括：布里萨克、费里耶尔莱韦尔里、马斯德隆德尔、鲁埃、圣马丹德隆德尔。

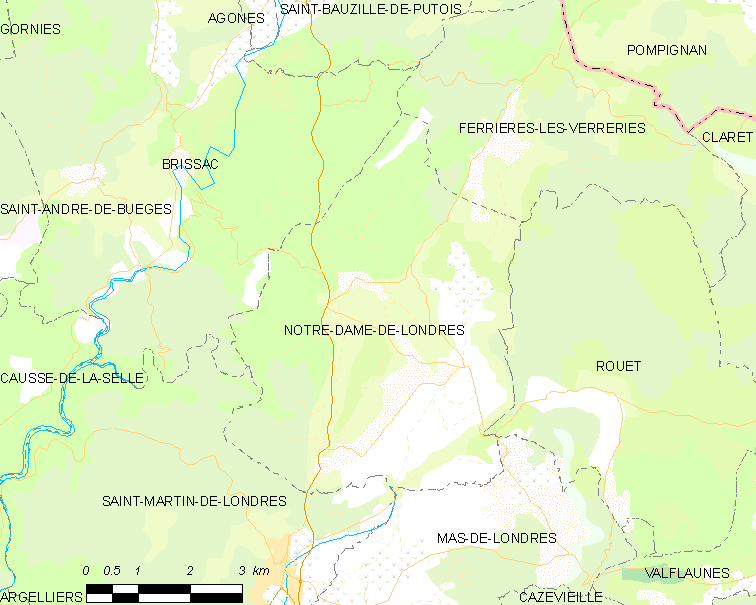
隆德尔圣母村的OSM定位图

隆德尔圣母村的时区为UTC+01:00、UTC+02:00（夏令时）。

## 行政
隆德尔圣母村的邮政编码为34380，INSEE市镇编码为34185。

## 政治
隆德尔圣母村所属的省级选区为洛代沃县。

## 人口

1962-2008年间隆德尔圣母村人口变化图示

隆德尔圣母村于2022年1月1日时的人口数量为523人。